# منصور زعلوك (عزبة)
عزبة منصور زعلوك، عزبة تابعة لقرية الإبراهيمية بالوحدة المحلية لقرية شباس الملح، التابعة لمركز دسوق، التابع لمحافظة كفر الشيخ في جمهورية مصر العربية.